# Incredibilmente donna/Buon viaggio
Incredibilmente donna/Buon viaggio è un singolo della cantante francese Amanda Lear, pubblicato nel 1982 ed estratto dall'album Ieri, oggi.

## Descrizione
Incredibilmente donna è scritto da Sergio Menegale e Raffaele Ferrato ed è stato pubblicato come primo e unico singolo estratto dall'album Ieri, oggi, una raccolta distribuita esclusivamente per il mercato italiano. Il brano rappresenta un allontanamento dallo stile euro disco che aveva caratterizzato le produzioni precedenti di Amanda Ler, mostrando un sound più pop, con elementi orchestrali. Questo è uno dei primi singoli della Lear a non avvalersi della collaborazione di Anthony Monn alla produzione.
Incredibilmente donna ha riscosso scarso successo in Italia, raggiungendo la trentanovesima posizione in classifica, nonostante la massiccia promozione televisiva in trasmissioni quali Premiatissima e Chi è Amanda ?.
Sul lato B del singolo appare il brano Buon viaggio, scritto da Maurizio Piccoli e Renato Pareti, anch'esso estratto dal medesimo album.

## Tracce
1. Incredibilmente donna – 3:45 (Sergio Menegale - Raffaele Ferrato)
2. Diamonds – 3:58 (Maurizio Piccoli e Renato Pareti)

Durata totale: 7:43